# Stukas Over Disneyland
Stukas Over Disneyland è il terzo album in studio del gruppo musicale statunitense The Dickies, pubblicato nel 1983.

## Tracce
1. Rosemary - 2:08
2. She's a Hunchback - 1:24
3. Out of Sight, Out of Mind - 2:14
4. Communication Breakdown (cover dei Led Zeppelin) - 2:02
5. Pretty Please Me(cover The Quick) - 3:32
6. Wagon Train - 3:08
7. If Stuart Could Talk - 2:28
8. Stukas Over Disneyland - 3:12